# معجزات الرسول محمد
معجزات الرسول محمد ﷺ هي المعجزات التي جاء بها الرسول محمد بن عبد الله، وفقا للمعتقد الإسلامي.

## القرآن
يعتبر المسلمون أن القرآن هو كتاب الله وأنه أعجوبة بإعجازه وبحد ذاته، وإن فيه إعجاز أو معجزات. الإعجاز مشتق من العجز، والعجز: الضعف أو عدم القدرة والإعجاز مصدره أعجز: وهو بمعنى الفوت والسبق والمعجزة في اصطلاح العلماء: أمر خارق للعادة، مقرون بالتحدي، سالم من المعارضة، وإعجاز القرآن: يقصد به: إعجاز القرآن الناس أن يأتوا بمثله. أي نسبة العجز إلى الناس بسبب عدم قدرتهم على الإتيان بمثله.
وقد تحدى الله المشركين أن يأتوا بمثل القرآن أو أن يأتوا بعشر سور من مثله، فعجز عن ذلك بلغاء العرب، وأذعنوا لبلاغته وبيانه وشهدوا له بالإعجاز، وما زال التحدي قائما لكل الإنس والجن۔ ﴿أَمْ يَقُولُونَ افْتَرَاهُ قُلْ فَأْتُوا بِعَشْرِ سُوَرٍ مِثْلِهِ مُفْتَرَيَاتٍ وَادْعُوا مَنِ اسْتَطَعْتُمْ مِنْ دُونِ اللَّهِ إِنْ كُنْتُمْ صَادِقِينَ ۝١٣﴾ [هود:13]، ﴿قُلْ لَئِنِ اجْتَمَعَتِ الْإِنْسُ وَالْجِنُّ عَلَى أَنْ يَأْتُوا بِمِثْلِ هَذَا الْقُرْآنِ لَا يَأْتُونَ بِمِثْلِهِ وَلَوْ كَانَ بَعْضُهُمْ لِبَعْضٍ ظَهِيرًا ۝٨٨﴾ [الإسراء:88]
ثم أرخى لهم حبل التحدي ووسع لهم فيه غلية التوسعة فتحداهم أن يأتوا ولو بسورة واحدة من مثلهِ، أي سورة ولو من قصار السور، فقال: ﴿أَمْ يَقُولُونَ افْتَرَاهُ قُلْ فَأْتُوا بِسُورَةٍ مِثْلِهِ وَادْعُوا مَنِ اسْتَطَعْتُمْ مِنْ دُونِ اللَّهِ إِنْ كُنْتُمْ صَادِقِينَ ۝٣٨﴾ [يونس:38] وبقي ذلك التحدي قائماً، منذ ذلك الوقت ليومنا الحاضر وقد أدرك أصحاب اللغة مقدار قوة الأسلوب القرآني وحلاوته، ولم يدركه إلا من كان مرهف الحس، وهذا الذي حدا بأحد المختصين أن يقول بأن الذي أحس به من ذلك الأسلوب معنى لا يمكن تفسيره، وقد قرر أبو سليمان الخطابي من قبلهِ عدم قدرة العلماء عن إبراز تفاصيل وجوه الإعجاز، فقال: ذهب الأكثرون من علماء النظر إلى وجوه الإعجاز من جهة البلاغة لكن صعب عليهم تفصيلها، وأصغوا فيه إلى حكم الذوق. وقال العلامة ابن خلدون: الإعجاز تقصر الإفهام عن إدراكه وإنما يدرك بعض الشيء منهُ من كان له ذوق بمخالطة اللسان العربي وحصول ملكته، فيدرك من إعجازه على قدر ذوقه.
وكما أن الله أيد أنبياءه ورسله بالآيات المعجزات، فقد أعطى الله رسوله محمد ﷺ بمعجزات كثيرة رآها الذين عاصروه، فآمن من آمن وكفر من كفر، وترك محمد ﷺ المعجزة الخالدة الباقية، كتاب لا يأتيه الباطل من بين يديه ولا من خلفه، القرآن. وظهرت آيات بينات في إعجاز القرآن من الناحية اللغوية والبلاغية بينها الكثير من علماء اللغة قديما وحديثا وكتبوا المتون وألفوا الأسفار، ولم تزل هذه المعجزة القرآنية باقية تتحدى كل البشر على أن يأتوا بمثله.
وظهرت مؤلفات إسلامية كثيرة في العصر الحالي بينت أوجه الإعجاز من الناحية العلمية وسميت بالإعجاز العلمي للقرآن لكونها تفسر الآيات من الناحية العلمية الحديثة كما يفهمها الناس الآن لكون العلم هو لغة العصر الحالي.

## تحقق البشارات ببعثته
البشارات ببعثة الرسول محمد هي مجموعة من البشارات التي جاء بها الأنبياء والرسل وفقا للإسلام عن بعثة الرسول محمد. وبحسب كتب التاريخ الإسلامي، فقد كان لهذه البشارات الدور الرئيس في اعتناق أهل المدينة المنورة للإسلام، كما أنها كانت السبب الرئيس في اعتناق عدد كبير من غير المسلمين للإسلام على مر التاريخ ابتداء من عصر النبوة وحتى العصر الحالي.
يعتبر القرآن تحقق هذه البشارات ببعثة الرسول محمد معجزة من معجزاته وآية تدل على صدق رسالته فقد ورد في سورة الشعراء ﴿أَوَلَمْ يَكُنْ لَهُمْ آيَةً أَنْ يَعْلَمَهُ عُلَمَاءُ بَنِي إِسْرَائِيلَ ۝١٩٧﴾ [الشعراء:197]، ويؤكد القرآن كذلك على أن بعثة الرسول محمد صدقت بشارات من سبقه من المرسلين به فقد ورد في سورة الصافات ﴿بَلْ جَاءَ بِالْحَقِّ وَصَدَّقَ الْمُرْسَلِينَ ۝٣٧﴾ [الصافات:37]، كما يعد محمد في الإسلام خاتم النبيين والمرسلين ومرسلا للبشرية جمعاء.

## الإسراء والمعراج
يعتبر الإسراء والمعراج، في العقيدة الإسلامية حدثاً ضخماً من احداث الدعوة الإسلامية، سبقته البعثة وجاءت بعد الهجرة. حادثة جرت في منتصف فترة الرسالة الإسلامية ما بين السنة الحادية عشر إلى السنة الثانية عشر، منذ أعلن النبي محمد ﷺ أن الله قد أرسل جبريل يكلفه برسالة دينية يبلغها إلى قبيلته قريش ومن ثم إلى البشرية، وأنها تتمة وخاتمة لرسالات السماء السابقة، وحسب التاريخ الإسلامي للفترة هذه والمصطلح على تسميته السيرة النبوية يعد الإسراء الرحلة التي ارسل الله بها نبيه محمد ﷺ على البراق مع جبريل ليلا من بلده مكة -المسجد الحرام- إلى بيت المقدس في فلسطين، وهي رحلة استهجنت قبيلة قريش حدوثها لدرجة أن بعضهم صار يصفق ويصفر مستهزئاً ولكن النبي محمد ﷺ أصر على تأكيدها وأنه انتقل بعد من القدس في رحلة سماوية بصحبة جبريل أوحسب التعبير الإسلامي عرج به إلى الملآ الآعلى عند سدرة المنتهى أي إلى أقصى مكان يمكن الوصول إليه في السماء وعاد بعد ذلك في نفس الليلة. قال الله تعالى في سورة الإسراء ﴿سُبْحَانَ الَّذِي أَسْرَى بِعَبْدِهِ لَيْلًا مِنَ الْمَسْجِدِ الْحَرَامِ إِلَى الْمَسْجِدِ الْأَقْصَى الَّذِي بَارَكْنَا حَوْلَهُ لِنُرِيَهُ مِنْ آيَاتِنَا إِنَّهُ هُوَ السَّمِيعُ الْبَصِيرُ ۝١﴾ [الإسراء:1]

## انشقاق القمر

إنشقاق القمر عند حضارة المايا في 623م حسب مخطوطة مدريد

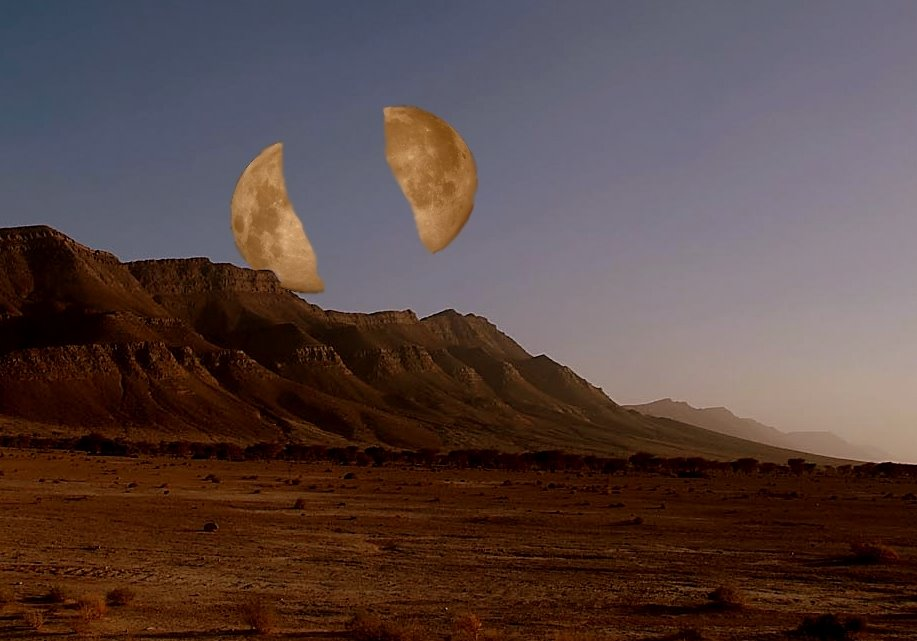
تصوير لإشقاق القمر في الرواية الإسلامية.

قال الله تعالى في القرآن: ﴿اقْتَرَبَتِ السَّاعَةُ وَانْشَقَّ الْقَمَرُ ۝١﴾ سورة القمر الآية 1. وقد ورد في السنة الكثير من الأحاديث الصحيحة منها
- عَنْ أَنَسِ بْنِ مَالِكٍ رَضِيَ اللَّهُ عَنْه أَنَّ أَهْلَ مَكَّةَ سَأَلُوا رَسُولَ اللَّهِ صَلَّى اللَّهُ عَلَيْهِ وَسَلَّمَ أَنْ يُرِيَهُمْ آيَةً فَأَرَاهُمْ الْقمر شِقَّتَيْنِ حَتَّى رَأَوْا حِرَاءً بَيْنَهُمَا[6]
- عَنْ عَبْدِ اللَّهِ بْنِ عَبَّاسٍ رَضِيَ اللَّهُ عَنْهُمَا أن القمر انْشَقَّ عَلَى زَمَانِ رَسُولِ اللَّهِ صَلَّى اللَّهُ عَلَيْهِ وَسَلَّمَ [7]

لقد شاهد الناس هذه المعجزة في أنحاء الجزيرة العربية.فإن أهل مكة لم يصدقوا وقالوا: سحرنا محمد ﷺ ؛ ثم استدركوا قائلين: انظروا ما يأتيكم به السفار فإن محمد ﷺ لا يستطيع أن يسحر الناس كلهم وفي اليوم التالي سألوا من وفد إليهم من خارج مكة فأخبروهم أنهم قد رأوه.
وقد شاهد الناس انشقاقه خارج الجزيرة العربية.
قد يقال "إن انشقاق القمر ليس شيئا مستحيلا فالعالم قد شاهد انشقاق مذنب بروكس؛ شقين سنة 1889م. وكذلك انقسام مذنب (بيلا)إلى جزئين سنة 1846 م.كما ذكر الفلكى (سبنسر جونز) في فصل المذنبات والشهب من كتاب ((عوالم بلا نهاية))..
وفي الإجابة يقال ((الفرق بين انشقاق القمر وانشقاق هذين المذنبين أنهما لم يلتئما بعد الانشقاق؛ (والقمر التأم) وهو الفرق المنتظر بين الظاهرة الفلكية في الفطرة والمعجزة الفلكية على يد رسول الله صَلَّى اللَّهُ عَلَيْهِ وَسَلَّمَ
لأن المعجزة تزول بزوال وقتها وتحقق الغرض منها؛ ولو استمرت لكانت ظاهرة طبيعية صرفة ولخرجت من دائرة المعجزات.

## حماية الملائكة له
عن أبي هريرة قال: قال أبو جهل: هل يعفر محمد ﷺ وجهه بين أظهركم؟ (أي هل يصلي جهارةً أمامكم)، فقيل:
نعم. فقال: واللات والعزى لئِن رأيته يفعل ذلك لأطَأنَّ على رقبته أو لأعَفِرَنَّ وجهه في التراب. فأتى الرسول محمد ﷺ وهو يصلي لِيَطأ على رقبته، فما فاجأهم منه إلا وهو ينكص على عقبيه، وأخذ يقي وجهه بيديه، فقيل له: ما لك؟ قال: إن بيني وبينهُ خندقاً من نار وهَولاً وأجنحة ‍‍‍!!!. فقال الرسول ﷺ: لو دنا مني لاختطفته الملائكة عضواً عضوا. (ومعنى عضوا عضوا أي الملائكة تأخذه عظمة عظمة) وأنزل الله في القرآن: ﴿كَلَّا إِنَّ الْإِنْسَانَ لَيَطْغَى ۝٦ أَنْ رَآهُ اسْتَغْنَى ۝٧ إِنَّ إِلَى رَبِّكَ الرُّجْعَى ۝٨ أَرَأَيْتَ الَّذِي يَنْهَى ۝٩ عَبْدًا إِذَا صَلَّى ۝١٠ أَرَأَيْتَ إِنْ كَانَ عَلَى الْهُدَى ۝١١ أَوْ أَمَرَ بِالتَّقْوَى ۝١٢ أَرَأَيْتَ إِنْ كَذَّبَ وَتَوَلَّى ۝١٣ أَلَمْ يَعْلَمْ بِأَنَّ اللَّهَ يَرَى ۝١٤ كَلَّا لَئِنْ لَمْ يَنْتَهِ لَنَسْفَعًا بِالنَّاصِيَةِ ۝١٥ نَاصِيَةٍ كَاذِبَةٍ خَاطِئَةٍ ۝١٦ فَلْيَدْعُ نَادِيَهُ ۝١٧ سَنَدْعُ الزَّبَانِيَةَ ۝١٨ كَلَّا لَا تُطِعْهُ وَاسْجُدْ وَاقْتَرِبْ ۝١٩﴾ [العلق:6–19]

## سماعه لأهل القبور
عن أنس بن مالك قال:" بينما الرسول محمد ﷺ وبلال يمشيان بالبقيع فقال الرسول محمد ﷺ: يا بلال تسمع ما أسمع؟ قال: لا والله ما أسمعه قال: ألا تسمع أهل القبور يعذبون "، 

## مخاطبته لقتلى بدر
عن أنس أن الرسول محمد ﷺ قال ليلة بدر: " هذا مصرع فلان إن شاء الله غداً ووضع يده على الأرض، هذا مصرع فلان إن شاء الله غداً ووضع يده على الأرض، فوالذي بعثه بالحق ما أخطأوا تلك الحدود، جعلوا يُصرعون عليها، ثم أُلقوا في القليب وجاء الرسول محمد (ﷺ) فقال: يا فلان بن فلان ويا فلان بن فلان، هل وجدتم ما وعد الله حقاً؟ قالوا: يا رسول الله تكلم أجساداً لا أرواح فيها؟! فقال: ما أنتم بأسمع منهم ولكنهم لا يستطيعون أن يردوا عليّ "

## حنين جذع النخلة
كان النبي محمد ﷺ يخطب على جذع، فلمَّا صُنِع له منبراً ترك الجذع وصعد المنبر وراح يخطب، فإذا بالجذع يئن أنيناً يسمعه أهل المسجد جميعاً، فنزل من على خطبته وقطعها وضمّ الجذع إلى صدره وقال: هدأ جذع، هدأ جذع، إن أردتَ أن أغرسك فتعود أخضرَ يؤكل منك إلى يوم القيامة أو أدفنك فتكون رفيقي في الآخرة. فقال الجذع: بل ادفني وأكون معك في الآخرة ".
يقول أنس بن مالك: "حينما توفي النبي محمد ﷺ كنا نقول: يا رسول الله إنَّ جذعاً كنتً تخطب عليه فترَكتَه فَحَنَّ إليك، كيف حين تركتنا لا تحنّ القلوب إليك ؟.

## اهتزاز جبل أحد
يقول علي بن أبي طالب: بعد غزوة أُحُد ابتعد كثير من المسلمين عن جبل أُحُد لأنه استشهد في سفحهِ وسهلهِ سبعون من خيار الصحابة، وذهب رسول الله فوقف يوماً على أُحُد وصلى على شهداء أُحُد ومعه أبو بكر وعمر وعثمان وفي رواية عمر وعلي. وبينما نحن على أُحُد إذ بأُحُد يهتز وإذا بالرسول يبتسم ويرفع قدمه الطاهرة ويضربها على الجبل ويقول: اثبت. لِما اهتز الجبل يا ترى ولِما ثبت بعد الضربة ؟. فالجبل حينما شعر أن قَدَم الحبيب محمد ﷺ مسَّته راح يرتجف من الطرب ولله درّ القائل.

## نبوعالماءمن بين أصابعه
معجزة نبوع الماء من بين أصابعه رواها البخاري عن أنس بن مالك قال: (رأيت رسول الله وحانت صلاة العصر، والتمس الناس الوضوء فلم يجدوه، فأتى رسول الله بوضوء فوضع رسول الله يده في ذلك الإناء فأمر الناس أن يتوضؤوا منه فرأيت الماء ينبع من تحت أصابعه، فتوضأ الناس حتى توضؤوا من عند آخرهم). وروى البخاري عن جابر بن عبد الله قال: عطش الناس يوم الحديبية والنبي بين يديه ركوة (أي إناء صغير من جلد) يتوضأ فجهش الناس نحوه (أي تجمعوا) قال: ما لكم؟ قالوا: ليس عندنا ماء نتوضأ ولا نشرب إلا ما بين يديك فوضع يده في الركوة فجعل الماء يفور من بين أصابعه كأمثال العيون، فشربنا وتوضأنا، قلت: كم كنتم؟ قال: لو كنا مائة ألف لكفانا، كنا خمس عشرة مائة. [  والروايات في هذه المعجزة مشهورة بين الصحابة وقد رواها جمع كثير منهم أنس بن مالك وجابر بن عبد الله وابن عباس، والبراء بن مالك وأبو قتادة، وغيرهم وخبرها متواتر مستفيض.

## إضاءة المدينة المنورة لقدومه وظلامها لوفاته
عن أنس بن مالك قال: " لمَّا كانَ اليومُ الَّذي دخلَ فيهِ رسولُ ﷺ المدينةَ أضاءَ منْها كلُّ شيءٍ، فلمَّا كانَ اليومُ الَّذي ماتَ فيهِ أظلمَ منْها كلُّ شيءٍ، وما نفَضنا عنِ النَّبيِّ صلَّى اللَّهُ عليْهِ وسلَّمَ الأيديَ حتَّى أنْكَرنا قلوبَنا".

## معجزة حادثة شق الصدر
جاء حديث شق الصدر على عدة روايات نقلها الرواة عن ثلاثة صحابة هم مالك بن صعصعة وأنس بن مالك وأبي ذر الغفاري، وهي:
- أورد البخاري الحديث في صحيحه على أربعة أوجه:
  - في كتاب «مناقب الأنصار» جاءت رواية لحديث طويل عن أحداث الإسراء والمعراج رواه «هدبة بن خالد» عن «همام بن يحيى» عن «قتادة» عن «أنس بن مالك» عن مالك بن صعصعة جاء في مطلعه أن النبي محمد حدّث أصحابه عن ليلة أُسري به، فقال: «بينما أنا في الحطيم، وربما قال في الحِجْر مضطجعًا؛ إذ أتاني آت... فشق ما بين هذه إلى هذه - أشار من ثغرة نحره إلى شعرته -، ... فاستخرج قلبي، ثم أتيت بطست من ذهب مملوءة إيمانًا، فغسل قلبي، ثم حشي، ثم أعيد ...».[12] وكذلك ذكر أحمد بن حنبل تلك الرواية برواتها في مسنده في «مسند الشاميين».[13]
  - في كتاب «بدء الخلق» برواية «خليفة بن خياط» عن «يزيد بن زريع» عن «سعيد بن أبي عروبة» و«هشام الدستوائي» عن «قتادة بن دعامة» عن «أنس بن مالك» عن «مالك بن صعصعة» أنه قال: «قال النبي ﷺ بينا أنا عند البيت بين النائم واليقظان، وذكر يعني رجلا بين الرجلين، فأتيت بطست من ذهب ملئ حكمة وإيمانًا، فشق من النحر إلى مراق البطن، ثم غسل البطن بماء زمزم، ثم ملئ حكمة وإيمانًا ...».[14]
  - في كتاب «التوحيد» عن «عبد العزيز بن عبد الله» عن «سليمان بن بلال» عن «شريك بن عبد الله» أنه قال: «سمعت أنس بن مالك يقول ليلة أسري برسول الله ﷺ من مسجد الكعبة أنه جاءه ثلاثة نفر قبل أن يوحى إليه، وهو نائم في المسجد الحرام، فقال أولهم: «أيهم هو»، فقال: «أوسطهم، هو خيرهم». فقال آخرهم: «خذوا خيرهم»، فكانت تلك الليلة. فلم يرهم حتى أتوه ليلة أخرى فيما يرى قلبه وتنام عينه ولا ينام قلبه، وكذلك الأنبياء تنام أعينهم ولا تنام قلوبهم. فلم يكلموه حتى احتملوه فوضعوه عند بئر زمزم، فتولاه منهم جبريل، فشق جبريل ما بين نحره إلى لبته، حتى فرغ من صدره وجوفه، فغسله من ماء زمزم بيده حتى أنقى جوفه. ثم أتي بطست من ذهب فيه تور من ذهب محشوًا إيمانًا، وحكمة فحشا به صدره ولغاديده يعني عروق حلقه، ثم أطبقه، ثم عرج به إلى السماء الدنيا ...».[15]
  - في كتاب «الصلاة» عن «يحيى بن بكير» عن «الليث بن سعد» عن «يونس بن يزيد» عن «ابن شهاب الزهري» عن «أنس بن مالك» عن «أبي ذر الغفاري»: «أن رسول الله ﷺ قال: «فرج عن سقف بيتي وأنا بمكة فنزل جبريل ﷺ، ففرج صدري، ثم غسله بماء زمزم، ثم جاء بطست من ذهب ممتلئ حكمة وإيمانًا، فأفرغه في صدري، ثم أطبقه ...»».[16]

كما وردت الحادثة في صحيح مسلم وسنن النسائي إيضاً.